# С Земли на Луну (мини-сериал)
«С Земли на Луну» (англ. From the Earth to the Moon) — американский драматический 12-серийный мини-сериал, рассказывающий об истории лунной программы НАСА. Лента основана на документальной книге Эндрю Чайкина «Человек на Луне» (англ. A Man on the Moon). Премьерный показ состоялся в 1998 году на канале HBO.

## Сюжет
Мини-сериал повествует о развитии американской лунной программы от зарождения идеи в начале 1960-х годов до её сворачивания в середине 1970-х. Мини-сериал охватывает различные аспекты происходивших событий: политическую подоплёку, технические трудности, научные задачи миссий, освещение деятельности НАСА в средствах массовой информации, личную жизнь участников программы. Это обусловило огромное количество персонажей ленты, среди которых 30 из 32 астронавтов программы «Аполлон».

## В ролях
- Том Хэнкс — рассказчик (12 серий)
- Ник Сирси — Дик Слейтон (10 серий)
- Лейн Смит — репортёр Эммет Сиборн (6 серий)
- Дэвид Эндрюс — Фрэнк Борман (5 серий)
- Дэниел Хью Келли — Юджин Сернан (5 серий)
- Стивен Рут — Крис Крафт (5 серий)
- Дэвид Клайд Карр — Джерри Гриффин (4 серии)
- Тим Дейли — Джим Ловелл (4 серии)
- Стив Хофвендал — Томас Стаффорд (4 серии)
- Конор О'Фаррел — Джеймс Макдивитт (4 серии)
- Бретт Каллен — Дэвид Скотт (3 серии)
- Кэри Элвес — Майкл Коллинз (3 серии)
- Бен Марли — Роджер Чаффи (3 серии)
- Том Верика — Дик Гордон (3 серии)
- Джон Поузи — Джон Янг (3 серии)
- Рита Уилсон — Сьюзан Борман (3 серии)
- Марк Ролстон — Гас Гриссом (3 серии)
- Крис Айзек — Эд Уайт (3 серии)
- Брайан Крэнстон — Базз Олдрин (2 серии)
- Тони Голдуин — Нил Армстронг (2 серии)
- Энн Кьюсак — Джен Армстронг (2 серии)
- Тед Левин — Алан Шепард (2 серии)
- Джон Кэрролл Линч — Боб Гилрут (2 серии)
- Киран Малруни — Расти Швайкарт (2 серии)
- Дэвид Кленнон — доктор Ли Силвер (2 серии)
- Гарет Уилльямс — Джеймс Ирвин (1 серия)
- Кевин Поллак — Джо Ши (1 серия)
- Блайт Даннер — рассказчица (1 серия)
- Билли Уэст - дятел Вуди (1 серия, не указан)

## Список серий
| № | Название                                                 | Режиссёр        | Сценарист                           | Показ в США    |
| --- | -------------------------------------------------------- | --------------- | ----------------------------------- | -------------- |
| 1 | «Мы можем сделать это?» «Can We Do This?»                | Том Хэнкс       | Стивен Катц                         | 5 апреля 1998  |
| Серия рассказывает о первых годах космической гонки. После того как Советский Союз запустил первый спутник и вывел первого человека в космос, руководство США учреждает НАСА и решает послать человека на Луну. В серии повествуется об основных вехах программ «Меркурий» и «Джемини». Особое внимание уделяется суборбитальному полёту Алана Шепарда, выходу в космос Эда Уайта на Джемини-4, почти катастрофической миссии Джемини-8 и крайне успешной работе Базза Олдрина в открытом космосе в ходе полёта Джемини-12. |                                                          |                 |                                     |                |
| 2 | «Аполлон-1» «Apollo One»                                 | Дэвид Френкель  | Грэм Йост                           | 5 апреля 1998  |
| Рассказывается о трагедии миссии Аполлон-1, весь экипаж которой погиб в результате пожара, возникшего на борту корабля во время рутинных наземных испытаний. В ходе расследования с участием основных технических специалистов — Харрисона Стормса из North American Aviation и Джо Ши из НАСА — выясняются причины произошедшего. Серия завершается слушаниями в конгрессе, по результатам которых принимается решение продолжать программу.                                                                               |                                                          |                 |                                     |                |
| 3 | «Мы отчалили от башни» «We Have Cleared the Tower»       | Лили Фини Занук | Реми Обюшон                         | 12 апреля 1998 |
| Рассказывается о подготовке и осуществлении миссии Аполлон-7 — первого пилотируемого полёта после трагедии Аполлона-1. В центре внимания — командир корабля Уолли Ширра, который считает основной своей задачей обеспечение безопасности миссии. |                                                          |                 |                                     |                |
| 4 | «1968-й год» «1968»                                      | Дэвид Френкель  | Эл Райнерт                          | 12 апреля 1998 |
| Рассказывается о миссии Аполлон-8, в ходе которой пилотируемый корабль был впервые выведен на орбиту Луны. Подготовка и ход полёта показаны на фоне трагических политических и социальных событий, случившихся в 1968 году. Много внимания уделено страхам жены астронавта Фрэнка Бормана, а также показано знаменитое рождественское чтение астронавтами книги Бытия в прямом телеэфире. |                                                          |                 |                                     |                |
| 5 | «Паук» «Spider»                                          | Грэм Йост       | Энди Уолк                           | 19 апреля 1998 |
| Рассказывается о разработке и создании лунного модуля командой под руководством инженера Тома Келли, выборе и подготовке первой команды для полёта на нём и самой миссии Аполлон-9, в ходе которой впервые состоялось путешествие на модуле, получившем название «Паук». |                                                          |                 |                                     |                |
| 6 | «Море Спокойствия» «Mare Tranquilitatis»                 | Фрэнк Маршалл   | Эл Райнерт, Грэм Йост, Том Хэнкс    | 19 апреля 1998 |
| Рассказывается о миссии Аполлон-11, в ходе которой Нил Армстронг и Базз Олдрин впервые вышли на поверхность Луны. |                                                          |                 |                                     |                |
| 7 | «Это всё, что есть» «That's All There Is»                | Джон Тёртелтауб | Пол Маккадден, Эрик Борк, Том Хэнкс | 26 апреля 1998 |
| История второй высадки на поверхность Луны — миссии Аполлон-12, — рассказанная от лица пилота лунного модуля Алана Бина. |                                                          |                 |                                     |                |
| 8 | «Мы прерываем эту программу» «We Interrupt This Program» | Дэвид Френкель  | Питер Остерлунд, Эми Брук Бейкер    | 26 апреля 1998 |
| История неудачной миссии Аполлон-13 рассказывается с точки зрения событий, происходящих на Земле: астронавты не показаны, их можно услышать только в радиопереговорах. В центре повествования — вымышленное столкновение опытного журналиста Эммета Сиборна и молодого амбициозного репортёра Бретта Хатчингса, стремящегося сделать карьеру за счёт раздувания сенсации. |                                                          |                 |                                     |                |
| 9 | «На долгие мили» «For Miles and Miles»                   | Гэри Фледер     | Эрик Борк                           | 3 мая 1998     |
| Рассказывается о долгом пути Алана Шепарда на Луну: вскоре после первого суборбитального полёта у него была обнаружена болезнь Меньера, так что в течение долгого времени он считался негодным к работе астронавта. Лишь после удачной операции Шепард смог вернуться в ряды астронавтов и в ходе миссии Аполлон-14 высадиться на Луне, где совершил несколько исторических ударов по мячу для гольфа. |                                                          |                 |                                     |                |
| 10 | «Галилей был прав» «Galileo Was Right»                   | Дэвид Карсон    | Джеффри Фискин, Реми Обюшон         | 3 мая 1998     |
| Геолог-астронавт Харрисон Шмитт предлагает своему наставнику Ли Силверу обучить своих коллег из команды миссии Аполлон-15 собирать и анализировать образцы породы в полевых условиях. Благодаря этим знаниям астронавты находят на поверхности Луны так называемый Камень Бытия, а Дэвид Скотт доказывает правоту Галилея, убедившись, что перо и молоток в безвоздушном пространстве падают на поверхность за одно и то же время.                                                                                          |                                                          |                 |                                     |                |
| 11 | «Клуб настоящих жён» «The Original Wives Club»           | Салли Филд      | Карен Янсен, Том Хэнкс, Эрик Борк   | 10 мая 1998    |
| Рассказывается о событиях программы «Аполлон» с точки зрения жён астронавтов из второго отряда. |                                                          |                 |                                     |                |
| 12 | «Путешествие на Луну» «Le Voyage Dans La Lune»           | Джонатан Мостоу | Том Хэнкс                           | 10 мая 1998    |
| В псевдодокументальной манере рассказывается о последней миссии на Луну — Аполлон-17. Параллельно показана история создания знаменитого фильма Жоржа Мельеса «Путешествие на Луну». |                                                          |                 |                                     |                |

## Награды и номинации
- 1998 — три Прайм-таймовые премии «Эмми»: лучший мини-сериал, лучший кастинг для мини-сериала или фильма, лучшие причёски для мини-сериала или фильма. Кроме того, лента получила 14 номинаций: лучшая режиссура в мини-сериале или фильме (Том Хэнкс за 1-ю серию), лучший сценарий мини-сериала или фильма (Грэм Йост за 2-ю серию), лучшая операторская работа в мини-сериале или фильме (Гейл Таттерсолл за 1-ю серию), лучшая работа художника в мини-сериале или фильме (Ричард Тойон и другие за 12-ю серию), лучший дизайн костюмов (Криси Карвонидес-Душенко за 12-ю серию), лучший монтаж в мини-сериале или фильме (Лори Гротстайн за 1-ю серию, Ричард Пирсон за 4-ю серию), лучшая музыка в мини-сериале или фильме (Майкл Кэймен за 4-ю серию), лучший звуковой монтаж в мини-сериале или фильме (Ричард Тейлор и другие за 1-ю серию), лучшие визуальные спецэффекты в мини-сериале или фильме (Эрнест Фарино и другие за 4-ю серию), лучшее микширование звука в мини-сериале или фильме (Джо Фолья и другие за 4-ю, 7-ю и 12-ю серии), лучший грим в мини-сериале или фильме (Джина Ламендола и другие).
- 1998 — две Премии Ассоциации телевизионных критиков за лучшую программу года и за выдающиеся достижения в кино, сериале и специальном шоу.
- 1998 — номинация на премию Американского общества специалистов по кастингу за лучший кастинг для телевизионного мини-сериала.
- 1999 — премия «Золотой глобус» за лучший мини-сериал или телефильм.
- 1999 — три премии «Спутник» за лучший мини-сериал или телефильм, лучшую мужскую роль второго плана в мини-сериале или телефильме (Дэвид Кленнон) и лучшую женскую роль второго плана в мини-сериале или телефильме (Рита Уилсон), а также номинация в категории «лучшая мужская роль в мини-сериале или телефильме» (Кевин Поллак).
- 1999 — премия «Молодой актёр» за лучшее образовательное телешоу или сериал.
- 1999 — номинация на премию Американского общества монтажёров за лучший монтаж эпизода мини-сериала (Ричард Пирсон за 4-ю серию).
- 1999 — номинация на премию Гильдии художников по костюмам за лучшие костюмы для телевидения (Криси Карвонидес-Душенко).
- 1999 — номинация на премию Гильдии режиссёров США за лучшую режиссуру телефильма (Джон Тёртелтауб за 7-ю серию).
- 1999 — номинация на премию Гильдии сценаристов США за лучший сценарий в эпизоде драматического телесериала (Грэм Йост за 2-ю серию).
- 2005 — премия «Спутник» за лучший DVD.

## Интересные факты
- Джон Глен, Скотт Карпентер и Рон Эванс — единственные летавшие в составе миссий «Меркурий», «Джемини» или «Аполлон» астронавты, которые не были показаны в мини-сериале[2].
- В одном из эпизодов, действие которого происходит в 60-х годах, упоминается пас «Аве Мария». Эта фраза возникла благодаря Роджеру Стаубаху в 1975 году и означает безвыходную ситуацию, в которой у вас нет выбора, кроме как предпринять решительные и немедленные действия, полагаясь лишь на божественное вмешательство. В американском футболе эта фраза используется, когда квотербек, которого вот-вот завалят игроки соперника, бросает мяч в сторону товарища по команде в надежде, что тот поймает его[2].
- Вступление Тома Хэнкса к каждому из эпизодов, кроме последнего, заканчивается словами «...с Земли на Луну»[2].